# Victim of Love (Charles Bradley)
Victim of love is het tweede album van de Amerikaanse soulzanger Charles Bradley. Het werd 2 april 2013 uitgebracht door Daptone  en is verkrijgbaar op cd en op lp (LP Daptone DAP031-1 / EAN 0823134003118). Victim of love haalde top 10-noteringen in Nederland (nr. 9) en Vlaanderen (nr. 6).

## Hitnotering

### NederlandseAlbum Top 100
| Hitnotering: 06-04-2013 t/m 25-05-2013, 08-06-2013, 20-07-2013 t/m 03-08-2013, 19-7-2014, 13-9-2014 | Hitnotering: 06-04-2013 t/m 25-05-2013, 08-06-2013, 20-07-2013 t/m 03-08-2013, 19-7-2014, 13-9-2014 | Hitnotering: 06-04-2013 t/m 25-05-2013, 08-06-2013, 20-07-2013 t/m 03-08-2013, 19-7-2014, 13-9-2014 | Hitnotering: 06-04-2013 t/m 25-05-2013, 08-06-2013, 20-07-2013 t/m 03-08-2013, 19-7-2014, 13-9-2014 | Hitnotering: 06-04-2013 t/m 25-05-2013, 08-06-2013, 20-07-2013 t/m 03-08-2013, 19-7-2014, 13-9-2014 | Hitnotering: 06-04-2013 t/m 25-05-2013, 08-06-2013, 20-07-2013 t/m 03-08-2013, 19-7-2014, 13-9-2014 | Hitnotering: 06-04-2013 t/m 25-05-2013, 08-06-2013, 20-07-2013 t/m 03-08-2013, 19-7-2014, 13-9-2014 | Hitnotering: 06-04-2013 t/m 25-05-2013, 08-06-2013, 20-07-2013 t/m 03-08-2013, 19-7-2014, 13-9-2014 | Hitnotering: 06-04-2013 t/m 25-05-2013, 08-06-2013, 20-07-2013 t/m 03-08-2013, 19-7-2014, 13-9-2014 | Hitnotering: 06-04-2013 t/m 25-05-2013, 08-06-2013, 20-07-2013 t/m 03-08-2013, 19-7-2014, 13-9-2014 | Hitnotering: 06-04-2013 t/m 25-05-2013, 08-06-2013, 20-07-2013 t/m 03-08-2013, 19-7-2014, 13-9-2014 | Hitnotering: 06-04-2013 t/m 25-05-2013, 08-06-2013, 20-07-2013 t/m 03-08-2013, 19-7-2014, 13-9-2014 | Hitnotering: 06-04-2013 t/m 25-05-2013, 08-06-2013, 20-07-2013 t/m 03-08-2013, 19-7-2014, 13-9-2014 | Hitnotering: 06-04-2013 t/m 25-05-2013, 08-06-2013, 20-07-2013 t/m 03-08-2013, 19-7-2014, 13-9-2014 | Hitnotering: 06-04-2013 t/m 25-05-2013, 08-06-2013, 20-07-2013 t/m 03-08-2013, 19-7-2014, 13-9-2014 | Hitnotering: 06-04-2013 t/m 25-05-2013, 08-06-2013, 20-07-2013 t/m 03-08-2013, 19-7-2014, 13-9-2014 | Hitnotering: 06-04-2013 t/m 25-05-2013, 08-06-2013, 20-07-2013 t/m 03-08-2013, 19-7-2014, 13-9-2014 | Hitnotering: 06-04-2013 t/m 25-05-2013, 08-06-2013, 20-07-2013 t/m 03-08-2013, 19-7-2014, 13-9-2014 | Hitnotering: 06-04-2013 t/m 25-05-2013, 08-06-2013, 20-07-2013 t/m 03-08-2013, 19-7-2014, 13-9-2014 | Hitnotering: 06-04-2013 t/m 25-05-2013, 08-06-2013, 20-07-2013 t/m 03-08-2013, 19-7-2014, 13-9-2014 | Hitnotering: 06-04-2013 t/m 25-05-2013, 08-06-2013, 20-07-2013 t/m 03-08-2013, 19-7-2014, 13-9-2014 |
| Week:                                                                                               | 1                                                                                                   | 2                                                                                                   | 3                                                                                                   | 4                                                                                                   | 5                                                                                                   | 6                                                                                                   | 7                                                                                                   | 8                                                                                                   | -                                                                                                   | 9                                                                                                   | -                                                                                                   | 10                                                                                                  | 11                                                                                                  | 12                                                                                                  | -                                                                                                   | 13                                                                                                  | -                                                                                                   | 14                                                                                                  | -                                                                                                   | |
| --------------------------------------------------------------------------------------------------- | --------------------------------------------------------------------------------------------------- | --------------------------------------------------------------------------------------------------- | --------------------------------------------------------------------------------------------------- | --------------------------------------------------------------------------------------------------- | --------------------------------------------------------------------------------------------------- | --------------------------------------------------------------------------------------------------- | --------------------------------------------------------------------------------------------------- | --------------------------------------------------------------------------------------------------- | --------------------------------------------------------------------------------------------------- | --------------------------------------------------------------------------------------------------- | --------------------------------------------------------------------------------------------------- | --------------------------------------------------------------------------------------------------- | --------------------------------------------------------------------------------------------------- | --------------------------------------------------------------------------------------------------- | --------------------------------------------------------------------------------------------------- | --------------------------------------------------------------------------------------------------- | --------------------------------------------------------------------------------------------------- | --------------------------------------------------------------------------------------------------- | --------------------------------------------------------------------------------------------------- | --------------------------------------------------------------------------------------------------- |
| Positie:                                                                                            | 37                                                                                                  | 9                                                                                                   | 11                                                                                                  | 27                                                                                                  | 32                                                                                                  | 56                                                                                                  | 77                                                                                                  | 77                                                                                                  | -                                                                                                   | 100                                                                                                 | -                                                                                                   | 45                                                                                                  | 66                                                                                                  | 95                                                                                                  | -                                                                                                   | 29                                                                                                  | -                                                                                                   | 89                                                                                                  | -                                                                                                   | |

### Vlaamse Ultratop 200
| Hitnotering: 06-04-2013 t/m 15-03-2014, 29-03-2014 t/m 26-05-2014, 10-05-2014, 14-06-2014 t/m 18-10-2014 | Hitnotering: 06-04-2013 t/m 15-03-2014, 29-03-2014 t/m 26-05-2014, 10-05-2014, 14-06-2014 t/m 18-10-2014 | Hitnotering: 06-04-2013 t/m 15-03-2014, 29-03-2014 t/m 26-05-2014, 10-05-2014, 14-06-2014 t/m 18-10-2014 | Hitnotering: 06-04-2013 t/m 15-03-2014, 29-03-2014 t/m 26-05-2014, 10-05-2014, 14-06-2014 t/m 18-10-2014 | Hitnotering: 06-04-2013 t/m 15-03-2014, 29-03-2014 t/m 26-05-2014, 10-05-2014, 14-06-2014 t/m 18-10-2014 | Hitnotering: 06-04-2013 t/m 15-03-2014, 29-03-2014 t/m 26-05-2014, 10-05-2014, 14-06-2014 t/m 18-10-2014 | Hitnotering: 06-04-2013 t/m 15-03-2014, 29-03-2014 t/m 26-05-2014, 10-05-2014, 14-06-2014 t/m 18-10-2014 | Hitnotering: 06-04-2013 t/m 15-03-2014, 29-03-2014 t/m 26-05-2014, 10-05-2014, 14-06-2014 t/m 18-10-2014 | Hitnotering: 06-04-2013 t/m 15-03-2014, 29-03-2014 t/m 26-05-2014, 10-05-2014, 14-06-2014 t/m 18-10-2014 | Hitnotering: 06-04-2013 t/m 15-03-2014, 29-03-2014 t/m 26-05-2014, 10-05-2014, 14-06-2014 t/m 18-10-2014 | Hitnotering: 06-04-2013 t/m 15-03-2014, 29-03-2014 t/m 26-05-2014, 10-05-2014, 14-06-2014 t/m 18-10-2014 | Hitnotering: 06-04-2013 t/m 15-03-2014, 29-03-2014 t/m 26-05-2014, 10-05-2014, 14-06-2014 t/m 18-10-2014 | Hitnotering: 06-04-2013 t/m 15-03-2014, 29-03-2014 t/m 26-05-2014, 10-05-2014, 14-06-2014 t/m 18-10-2014 | Hitnotering: 06-04-2013 t/m 15-03-2014, 29-03-2014 t/m 26-05-2014, 10-05-2014, 14-06-2014 t/m 18-10-2014 | Hitnotering: 06-04-2013 t/m 15-03-2014, 29-03-2014 t/m 26-05-2014, 10-05-2014, 14-06-2014 t/m 18-10-2014 | Hitnotering: 06-04-2013 t/m 15-03-2014, 29-03-2014 t/m 26-05-2014, 10-05-2014, 14-06-2014 t/m 18-10-2014 | Hitnotering: 06-04-2013 t/m 15-03-2014, 29-03-2014 t/m 26-05-2014, 10-05-2014, 14-06-2014 t/m 18-10-2014 | Hitnotering: 06-04-2013 t/m 15-03-2014, 29-03-2014 t/m 26-05-2014, 10-05-2014, 14-06-2014 t/m 18-10-2014 | Hitnotering: 06-04-2013 t/m 15-03-2014, 29-03-2014 t/m 26-05-2014, 10-05-2014, 14-06-2014 t/m 18-10-2014 | Hitnotering: 06-04-2013 t/m 15-03-2014, 29-03-2014 t/m 26-05-2014, 10-05-2014, 14-06-2014 t/m 18-10-2014 | Hitnotering: 06-04-2013 t/m 15-03-2014, 29-03-2014 t/m 26-05-2014, 10-05-2014, 14-06-2014 t/m 18-10-2014 |
| Week: | 1 | 2 | 3 | 4 | 5 | 6 | 7 | 8 | 9 | 10 | 11 | 12 | 13 | 14 | 15 | 16 | 17 | 18 | 19 | 20 |
| --- | --- | --- | --- | --- | --- | --- | --- | --- | --- | --- | --- | --- | --- | --- | --- | --- | --- | --- | --- | --- |
| Positie:                                                                                                 | 111 | 38 | 35 | 63 | 44 | 64 | 96 | 73 | 73 | 83 | 96 | 81 | 107 | 86 | 56 | 30 | 6 | 14 | 25 | 36 |
| Week: | 21 | 22 | 23 | 24 | 25 | 26 | 27 | 28 | 29 | 30 | 31 | 32 | 33 | 34 | 35 | 36 | 37 | 38 | 39 | 40 |
| Positie:                                                                                                 | 37 | 42 | 57 | 59 | 63 | 83 | 106 | 73 | 62 | 49 | 10 | 18 | 27 | 47 | 76 | 77 | 69 | 89 | 68 | 74 |
| Week: | 41 | 42 | 43 | 44 | 45 | 46 | 47 | 48 | 49 | 50 | - | 51 | 52 | 53 | 54 | 55 | - | 56 | - | 57 |
| Positie:                                                                                                 | 42 | 81 | 100 | 98 | 72 | 104 | 101 | 101 | 121 | 124 | - | 101 | 96 | 113 | 155 | 128 | - | 169 | - | 157 |
| Week: | 58 | 59 | 60 | 61 | 62 | 63 | 64 | 65 | 66 | 67 | 68 | 69 | 70 | 71 | 72 | 73 | 74 | 75 | | |
| Positie:                                                                                                 | 134 | 104 | 73 | 98 | 67 | 83 | 61 | 67 | 74 | 75 | 107 | 133 | 96 | 166 | 173 | 121 | 188 | 178 | | |